# Politická strana
Politická strana je politická organizace, která nominuje kandidáty do veřejných úřadů pod svým vlastním jménem, prosazuje určitou ideologii, nebo je vytvořená za účelem řešení nějakého problému.
Politická strana je charakterizována:
- snahou o získání politické moci ve volbách,
- dobrovolnou, otevřenou a trvalou organizací,
- společnými zájmy jejích členů (respektive alespoň jedním společným zájmem).

Politická moc přitom nemusí být získána ve volbách, pokud jde o totalitní nebo např. exilové strany. Také podmínka, že strany jsou trvalé, nemusí platit zcela obecně.
Termín politických stran je velmi široký, a proto je jeho přesné vymezení obtížné. Politické strany mohou mít navzájem jen velmi málo společného – mohou se skládat z několika členů nebo mohou mít několik milionů členů, některé jsou otevřeny všem zájemcům o členství, členy jiných se mohou stát pouze představitelé určité skupiny lidí, strany mohou fungovat pouze v rámci jednoho státu nebo být nadnárodními organizacemi. Významným kritériem je také aktivita strany, protože v některých zemích jsou strany aktivní pouze v období voleb, jinde pracují v podstatě nepřetržitě.

## Související pojmy
Politická strana se poněkud odlišuje od politického hnutí, které má obecně volnější organizaci, ale často se stává, že si označení „hnutí“ (nebo společenství, liga, aliance, unie apod.) vloží do svého názvu i politická strana, aby tak vyjádřila, že její struktura je odlišná od ostatních politických stran v zemi. V České republice je podle zákona č. 424/1991 Sb., o sdružování v politických stranách a v politických hnutích, politické hnutí totéž, co politická strana.
Politickou stranu je třeba odlišit také od zájmové skupiny, jíž se rozumí seskupení lidí spojených určeným společným zájmem – ať už jde o odbory, menšinové zájmové skupiny, různé typy lobbistických skupin, studentská křídla politických stran apod. Pojem má poněkud obecnější záběr než politická strana, od níž se zájmové skupiny liší tím, že se politické soutěže neúčastní přímo. Politické strany se původně vyvinuly ze zájmových skupin. V současnosti sice většinou fungují také v rámci politické strany nebo i napříč stranami, často se ale stává, že se ze zájmové skupiny vytvoří nová politická strana.

Straník / nestraník je označení pro člověka, který je / není členem nějaké politické strany. Typicky občan nemusí být členem žádné strany, a může být členem nanejvýše jedné strany: Ne ze zákona, nýbrž ze stanov stran samotných, protože strany si vzájemně konkurují (přetahují se nejen o voliče, též i o straníky), tedy se vůči sobě vymezují.

## Vznik politických stran
Pokud jde o vznik politických stran, je třeba rozlišovat dvě úrovně:
- Politické strany se vytvářejí jako nové organizace ve státě, který dosud svůj stranický systém nemá.
- Politické strany rozšiřují existující stranický systém.

Historicky se politické strany vytvořily jako zájmové skupiny uvnitř parlamentu (nejznámějšími příklady jsou Senát antického Říma, anglický a britský parlament, francouzská první republika). Proto také se nazývají stranami, tj. částmi parlamentu, původně především levá a pravá strana (proto pravice a levice) z pohledu předsedajícího, tj. krále. Teprve s rozšířením volebního práva se stává nutností, aby se i mimoparlamentní aktivisté navzájem sdružili do skupin se společnými zájmy, a vznikají tak politické strany, jak jsou známy dnes. Současné politické strany mohou vznikat jak na úrovni parlamentu, tak na úrovni občanů; příčiny mohou být různé, ale vždy jde o úsilí vyplnit některé prázdné místo ve stranickém systému.
V České republice je podle zákona č. 424/1991 Sb., o sdružování v politických stranách a v politických hnutích, ke vzniku politické strany nebo politického hnutí potřeba tříčlenného přípravného výboru, petice s alespoň 1 000 podpisy, stanovy a registrace u Ministerstva vnitra. Proti neregistraci se lze bránit ve správním soudnictví. Bez přesného rozlišení se rozumí hnutím volnější sdružení, než strana, často přechodně, do ustavení pevnější vnitřní struktury, pravomocí a orgánů.

## Funkce politických stran
Politické strany nejsou pouhým nástrojem k soupeření o politickou moc, jejich funkce jsou širší. Tyto funkce by měly být nejprve rozděleny na funkce každé jednotlivé strany a funkce všech politických stran jako celku. U funkcí jednotlivých politických stran je dále třeba rozlišit ty, které splňuje každá strana v systému (univerzální), a funkce, charakteristické jen pro některé strany (speciální). Obecně lze funkce rozdělit takto:
1. Formulace společných cílů a zájmů. Každý občan má nějaké politické zaměření, ale protože není možné, aby jej každý jednotlivec uplatnil sám za sebe, vytvářejí se politické strany, které sdružují lidi s podobnými zájmy, za něž pak mohou bojovat společně. Nutno dodat, že tato funkce náleží i zájmovým skupinám, teprve v okamžiku, kdy začne skupina usilovat o uplatnění svých zájmů prostřednictvím voleb, stává se de facto politickou stranou.
2. Mobilizace společnosti. Zatímco první vymezená úloha směřuje do nitra politické strany, druhá funkce je vnějším projevem každé strany. Politické strany jsou nástrojem, který usnadňuje zapojení široké veřejnosti do politiky státu, a to prostřednictvím voleb, informováním společnosti a získáváním a politickou výchovou nových členů. Ne všichni voliči hodlají přímo vstupovat do politických stran nebo se v nich angažovat a své politické názory a ideové preference prezentují prostřednictvím voleb.
3. Socializace politiky a stabilizace vládních orgánů. Třetí funkce určuje, že politické strany nezajišťují komunikaci pouze směrem od voliče k politikovi, ale i naopak – politik je odpovědný své straně a jejím prostřednictvím i občanům. Měl by tedy respektovat zájmy své strany, pokud chce být znovu zvolen. Politické strany napomáhají tomu, aby vládní orgány byly stálé, bez častých, chaotických změn.

Je zřejmé, že se všechny tři hlavní funkce mohou uplatnit jak na parlamentní úrovni – kde je samozřejmě jejich politický dopad daleko významnější, tak i na úrovni mimoparlamentní – strany pomáhají utvářet názory a hodnotový žebříček voličů i politiků.

## Typologie politických stran

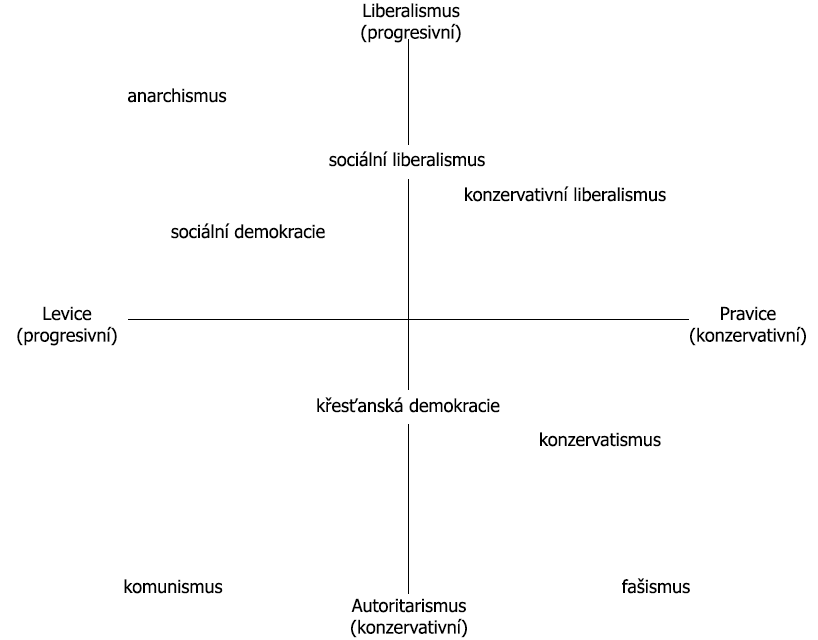
Politické spektrum

### Tradiční rozdělení
Tradičně se politické strany dělily na kádrové a masové. Tato typologie má sice význam spíše historický, ale přesto lze obě tendence v různé míře vypozorovat i v současných politických stranách.
- U kádrových stran jde především o kvalitní členskou základnu – tyto strany se snaží získat osobnosti, které straně přinesou co nejvíce hlasů – ať už jde o charismatické, významné osobnosti, finanční podporovatele nebo specialisty na stranický vývoj.
- Masové strany se snaží politické moci dosáhnout zejména šíří svých zájmů – tak, aby jejich program oslovil co nejvíce voličů.

### Pravolevé rozdělení
Jiným roztříděním politických stran, které má v politické soutěži zpravidla největší význam, je umístění na dimenzi pravice – levice.
- Za pravicové se označují strany konzervativní, monarchistické, hájící staré pořádky, nevměšování státu do ekonomické soutěže a stojící na náboženství a tradiční rodině.[9]
- Levice zahrnuje strany, které obhajují zájmy nižších a středních vrstev, sociální rovnosti, centralizace politické moci a náboženské rovnosti (příp. antináboženské zaměření). Do jejich programů patří rozsáhlé sociální zabezpečení, vysoké zdanění příjmů a státní zásahy do ekonomického fungování státu. Mezi levicové se zpravidla zařazují také strany ekologické (strany zelených).[10]
- Centristické strany se zpravidla snaží vytvářet kompromisní politiku mezi pravicí a levicí, často se jedná o strany liberální, pokrokové, hájící práva menšin a občanské svobody. Někdy členové těchto stran prohlašují, že do pravolevé dimenze nezapadají a že vytvářejí samostatný politický rozměr.[11]

### Teorie cleavages
Protože pravolevé rozdělení nemusí vždy vystihnout politickou koncepci všech významných stran, byla vytvořena teorie tzv. cleavages (angl. rozpor, štěpení, rýha), která se zabývá tím, podle jakých kritérií se voliči rozdělují do skupin, jaká kritéria jsou pro voliče při hlasování významná.
S teorií cleavages poprvé vystoupili norský politolog Stein Rokkan (1921–1979) a americký politolog Seymour Martin Lipset (1922–2006) v roce 1967. V současnosti lze hlavní kritéria štěpení vymezit takto:
- Dimenze socioekonomická. Tato dimenze se kryje s dimenzí pravice-levice tak, jak je obecně vnímána – pravicové strany podporují volnou tržní ekonomiku s malým státem, levicové usilují o sociální stát. Odráží rozpor mezi třídami (vrstvami, stavy) podle zdrojů živobytí, resp. ekonomické aktivity:
  - vlastníků a organizátorů – podnikatelů,
  - nevlastníků kapitálu, ekonomicky samostatných s vlastními příjmy,
  - ekonomicky závislých zaměstnanců, často nepřesně označovaných za „pracující“,
  - nezaměstnaných bez vlastních příjmů a bez nároku na podporu z jiných důvodů,
  - důchodců, jejichž hlavním příjmem je podpora, zejména z důvodů věkových nebo zdravotních, bez vztahu k aktuálním zásluhám, tedy nikoliv odměna; zdrojem podpory je především rodina a stát.
- Dimenze náboženská, vztah mezi státem a náboženstvím, mezi náboženstvími (vč. ateismu) navzájem.
- Dimenze regionální a kulturně-etnická. Tato dimenze zachycuje vztah (soulad a rozpor) mezi dominantním centrem a periferií, která se (domněle nebo skutečně) cítí být krácena na svých právech. Kromě periferie (která je chápána víceméně geograficky) se může jednat také o skupinu etnickou, národnostní nebo jinou menšinu, které usilují o emancipaci. Z těchto skupin nabývá v současnosti značného významu hnutí za rovná práva žen a ženy se vyhraňují jako specifická skupina voličů. Významný je i vztah město-venkov, který nabývá významu v zemích, kde je mezi městem a venkovem významný rozdíl v zájmech, a v zemích s prudkým rozvojem měst.
- Dimenze postmateriální. Tuto dimenzi vymezují především strany, bojující za ochranu životního prostředí, tedy strany tzv. zelených.
- Dimenze netolerance: antisystémové strany – extrémní pravice a levice.
- Dimenze zahraniční politiky, zejména postoje vůči sousedním zemím, národům a vůči mocnostem. Např. v současné Evropě vůči Evropské unii, ke Spojeným státům americkým a k Číně.

#### Encyklopedie a slovníky
- DERBYSHIRE I., DERBYSHIRE, J. D. Political Systems of the World. 2. vyd. Oxford: Helicon Publishing, 1996. ISBN 1-85986-114-8.
- KRIEGER, J. (ed). The Oxford Companion to Politics of the World. 1. vyd. Oxford: Oxford University Press, 1993. ISBN 0-19-505934-4.
- ŽALOUDEK, K. Encyklopedie politiky. 2. vyd. Praha: LIBRI, 1999. ISBN 80-85983-75-3.